# Ilirian Zhupa
Ilirian Zhupa (ur. 1957 w Tepelenie) – albański poeta, eseista i publicysta.

## Życiorys
Absolwent Instytutu Pedagogicznego w Szkodrze. Członek albańskiej filii Komitetu Helsińskiego. Od 1997 był redaktorem naczelnym pisma Populli Po (Lud Tak). W 1991 kandydował w wyborach parlamentarnych z listy Demokratycznej Partii Albanii, ale nie zdobył mandatu. W roku 1994 był jednym spośród pięciu dziennikarzy, których oskarżono o złamanie ustawy prasowej. Otrzymał wyrok 2 miesięcy pozbawienia wolności w zawieszeniu za oczernianie albańskich służb specjalnych. Jego wyrok anulował prezydent Sali Berisha, z okazji Światowego Dnia Wolności Prasy. Zhupa znalazł się w gronie 27 sygnatariuszy petycji albańskich intelektualistów z 17 czerwca 1996 r., protestujących przeciwko nadużyciom w czasie wyborów parlamentarnych w Albanii. Po 1997 roku był albańskim konsulem w greckiej Janninie. W latach 2006–2016 pracował w dziale kadr ministerstwa spraw zagranicznych.
Pierwsze utwory publikował w latach 70., wydał pięć tomików wierszy.

## Tomiki wierszy
- Diell mbi kasketë (Słońce nad kapeluszem), 1978
- Poezi (Poezja), 1985
- Mos me pyet ku kam qenë (Nie pytaj mnie, gdzie byłem), 1988
- Pema e ëndrrës (Drzewo snów), 1990
- Të gjallë dhe të vdekur (Żywy i martwy), 2015

## Tłumaczenie polskie
- Bardzo dorosłem, Lekcja dla dzieci, [w:] Tylko Itaka pozostanie. Antologia poezji albańskiej i polskiej XX w., przeł. M.Saneja, Warszawa 1993.